# Svoi
Svoi (russisk: Свои, da.: Deres) er en russisk spillefilm fra 2004 instrueret af Dmitrij Meskhijev.

## Medvirkende
- Konstantin Khabenskij – Livsjits
- Sergej Garmasj
- Ben Perino
- Mikhail Jevlanov – Mitja Blinov
- Bohdan Stupka – Ivan Blinov
- Fjodor Bondartjuk